# Qualificazioni al campionato europeo di pallanuoto maschile 2014
Le qualificazioni al campionato europeo di pallanuoto maschile 2014 si sono svolte dal 4 aprile 2013 al 12 aprile 2014. Il torneo, al quale hanno partecipato 23 nazionali, ha determinato le rimanenti sei squadre qualificate alla fase finale di Budapest, essendo le prime sei qualificate di diritto.

## Formula
La LEN ha diramato un primo calendario ufficiale delle qualificazioni nel luglio 2012. La formula del torneo era la stessa dell'edizione precedente: una fase a gironi con gare di andata e ritorno e una fase di spareggio a eliminazione diretta. Nel settembre successivo è stata annunciata la cancellazione del torneo in conseguenza di un alto numero di rinunce.
Nel corso del congresso LEN tenutosi a Cascais, in Portogallo, nel mese di ottobre, è stata stabilita l'adozione di una nuova formula e annunciato un nuovo calendario. La nuova formula prevede una fase a gironi da disputarsi in tre turni: nei primi due le squadre si affronteranno in due concentramenti, nel terzo i gironi saranno ridisegnati in base al piazzamento ottenuto; al termine di questa fase le prime due classificate di ciascun girone accederanno alla fase a eliminazione diretta a cui sono già ammesse di diritto le squadre classificate dal settimo al dodicesimo posto nell'Europeo 2012.

## Fase preliminare

### Primo turno
Il primo turno si è svolto dal 4 al 7 aprile 2013, a eccezione del Gruppo B, disputato dal 30 maggio al 2 giugno. 

#### Gruppo A
| Pos. | Squadra       | Pt | G | V | N | P | GF | GS | DR  |
| ---- | ------------- | -- | - | - | - | - | -- | -- | --- |
| 1.   | Georgia       | 10 | 4 | 3 | 1 | 0 | 51 | 25 | +26 |
| 2.   | Slovacchia    | 8  | 4 | 2 | 2 | 0 | 35 | 16 | +19 |
| 3.   | Gran Bretagna | 7  | 4 | 2 | 1 | 1 | 36 | 24 | +12 |
| 4.   | Polonia       | 3  | 4 | 1 | 0 | 3 | 22 | 43 | -21 |
| 5.   | Rep. Ceca     | 0  | 4 | 0 | 0 | 4 | 17 | 53 | -36 |

| Data                                | Ora   | Gara          | Gara  | Gara          |
| ----------------------------------- | ----- | ------------- | ----- | ------------- |
| Primo turno. Sede: Tbilisi, Georgia |       |               |       |               |
| 4-4-2013                            | 17:30 | Slovacchia    | 11-1  | Polonia       |
| 4-4-2013                            | 19:00 | Georgia       | 12-3  | Gran Bretagna |
| 5-4-2013                            | 10:00 | Rep. Ceca     | 3-12  | Slovacchia    |
| 5-4-2013                            | 11:30 | Polonia       | 3-11  | Gran Bretagna |
| 5-4-2013                            | 18:30 | Rep. Ceca     | 5-8   | Polonia       |
| 5-4-2013                            | 20:00 | Georgia       | 7-7   | Slovacchia    |
| 6-4-2013                            | 17:30 | Gran Bretagna | 17-4  | Rep. Ceca     |
| 6-4-2013                            | 19:00 | Georgia       | 16-10 | Polonia       |
| 7-4-2013                            | 11:30 | Gran Bretagna | 5-5   | Slovacchia    |
| 7-4-2013                            | 13:00 | Georgia       | 16-5  | Rep. Ceca     |

#### Gruppo B
| Pos. | Squadra     | Pt | G | V | N | P | GF | GS | DR  |
| ---- | ----------- | -- | - | - | - | - | -- | -- | --- |
| 1.   | Francia     | 15 | 5 | 5 | 0 | 0 | 80 | 22 | +58 |
| 2.   | Slovenia    | 12 | 5 | 4 | 0 | 1 | 70 | 35 | +35 |
| 3.   | Ucraina     | 7  | 5 | 2 | 1 | 2 | 49 | 55 | -6  |
| 4.   | Moldavia    | 4  | 5 | 1 | 1 | 3 | 38 | 63 | -25 |
| 5.   | Bielorussia | 3  | 5 | 1 | 0 | 4 | 27 | 57 | -30 |
| 6.   | Svizzera    | 3  | 5 | 1 | 0 | 4 | 38 | 70 | -32 |

| Data                               | Ora   | Gara        | Gara  | Gara        |
| ---------------------------------- | ----- | ----------- | ----- | ----------- |
| Primo turno. Sede: Kranj, Slovenia |       |             |       |             |
| 30-5-2013                          | 16:00 | Svizzera    | 9-8   | Moldavia    |
| 30-5-2013                          | 17:00 | Bielorussia | 4-13  | Slovenia    |
| 30-5-2013                          | 19:00 | Francia     | 14-7  | Ucraina     |
| 31-5-2013                          | 9:00  | Ucraina     | 14-8  | Svizzera    |
| 31-5-2013                          | 10:30 | Slovenia    | 19-5  | Moldavia    |
| 31-5-2013                          | 12:00 | Bielorussia | 0-18  | Francia     |
| 31-5-2013                          | 17:00 | Ucraina     | 10-10 | Moldavia    |
| 31-5-2013                          | 18:30 | Francia     | 9-4   | Slovenia    |
| 31-5-2013                          | 20:00 | Svizzera    | 7-9   | Bielorussia |
| 1-6-2013                           | 16:00 | Francia     | 22-5  | Svizzera    |
| 1-6-2013                           | 17:30 | Slovenia    | 17-8  | Ucraina     |
| 1-6-2013                           | 19:00 | Bielorussia | 8-9   | Moldavia    |
| 2-6-2013                           | 9:00  | Moldavia    | 6-17  | Francia     |
| 2-6-2013                           | 10:30 | Svizzera    | 9-17  | Slovenia    |
| 2-6-2013                           | 12:00 | Ucraina     | 10-6  | Bielorussia |

#### Gruppo C
| Pos. | Squadra    | Pt | G | V | N | P | GF  | GS  | DR  |
| ---- | ---------- | -- | - | - | - | - | --- | --- | --- |
| 1.   | Russia     | 15 | 5 | 5 | 0 | 0 | 122 | 26  | +96 |
| 2.   | Malta      | 10 | 5 | 3 | 1 | 1 | 65  | 51  | +14 |
| 3.   | Portogallo | 9  | 5 | 3 | 0 | 2 | 50  | 57  | -7  |
| 4.   | Israele    | 7  | 5 | 2 | 1 | 2 | 47  | 50  | -3  |
| 5.   | Danimarca  | 3  | 5 | 1 | 0 | 4 | 46  | 67  | -21 |
| 6.   | Bulgaria   | 0  | 5 | 0 | 0 | 5 | 35  | 114 | -79 |

| Data                                 | Ora   | Gara      | Gara  | Gara       |
| ------------------------------------ | ----- | --------- | ----- | ---------- |
| Primo turno. Sede: Odense, Danimarca |       |           |       |            |
| 4-4-2013                             | 15:00 | Bulgaria  | 6-17  | Israele    |
| 4-4-2013                             | 17:00 | Malta     | 16-8  | Portogallo |
| 4-4-2013                             | 19:00 | Danimarca | 4-22  | Russia     |
| 5-4-2013                             | 08:30 | Israele   | 6-9   | Portogallo |
| 5-4-2013                             | 10:30 | Danimarca | 19-11 | Bulgaria   |
| 5-4-2013                             | 12:30 | Russia    | 20-8  | Malta      |
| 5-4-2013                             | 16:00 | Bulgaria  | 7-18  | Portogallo |
| 5-4-2013                             | 18:00 | Israele   | 5-23  | Russia     |
| 5-4-2013                             | 20:00 | Danimarca | 10-11 | Malta      |
| 6-4-2013                             | 16:00 | Malta     | 24-7  | Bulgaria   |
| 6-4-2013                             | 18:00 | Israele   | 5-23  | Russia     |
| 6-4-2013                             | 20:00 | Danimarca | 6-13  | Israele    |
| 7-4-2013                             | 09:00 | Malta     | 6-6   | Israele    |
| 7-4-2013                             | 11:00 | Russia    | 36-4  | Bulgaria   |
| 7-4-2013                             | 13:00 | Danimarca | 7-10  | Portogallo |

### Secondo turno
Il secondo turno si è svolto dall'11 al 14 luglio 2013.

#### Gruppo D
| Pos. | Squadra     | Pt | G | V | N | P | GF | GS | DR  |
| ---- | ----------- | -- | - | - | - | - | -- | -- | --- |
| 1.   | Georgia     | 22 | 4 | 4 | 0 | 0 | 68 | 35 | +33 |
| 2.   | Ucraina     | 16 | 4 | 3 | 0 | 1 | 40 | 35 | +5  |
| 3.   | Malta       | 13 | 4 | 1 | 0 | 3 | 41 | 41 | 0   |
| 4.   | Israele     | 10 | 4 | 1 | 0 | 3 | 35 | 36 | -1  |
| 5.   | Bielorussia | 6  | 4 | 1 | 0 | 3 | 26 | 63 | -37 |

| Data      | Ora   | Gara        | Gara  | Gara        |
| --------- | ----- | ----------- | ----- | ----------- |
| 11-7-2013 | 19:00 | Georgia     | 13-8  | Israele     |
| 11-7-2013 | 20:15 | Malta       | 10-11 | Bielorussia |
| 12-7-2013 | 19:00 | Ucraina     | 13-5  | Bielorussia |
| 12-7-2013 | 20:15 | Israele     | 4-11  | Malta       |
| 13-7-2013 | 9:30  | Bielorussia | 3-16  | Israele     |
| 13-7-2013 | 10:45 | Georgia     | 15-8  | Ucraina     |
| 13-7-2013 | 17:30 | Bielorussia | 7-24  | Georgia     |
| 13-7-2013 | 18:45 | Ucraina     | 10-8  | Malta       |
| 14-7-2013 | 9:30  | Israele     | 7-9   | Ucraina     |
| 14-7-2013 | 10:45 | Malta       | 12-16 | Georgia     |

#### Gruppo E
| Pos. | Squadra       | Pt | G | V | N | P | GF | GS | DR  |
| ---- | ------------- | -- | - | - | - | - | -- | -- | --- |
| 1.   | Francia       | 28 | 5 | 4 | 1 | 0 | 81 | 36 | +45 |
| 2.   | Slovacchia    | 20 | 5 | 4 | 0 | 1 | 85 | 32 | +53 |
| 3.   | Gran Bretagna | 17 | 5 | 3 | 1 | 1 | 64 | 35 | +29 |
| 4.   | Danimarca     | 9  | 5 | 2 | 0 | 3 | 44 | 78 | -34 |
| 5.   | Moldavia      | 7  | 5 | 1 | 0 | 4 | 48 | 85 | -37 |
| 6.   | Svizzera      | 3  | 5 | 0 | 0 | 5 | 34 | 90 | -56 |

| Data      | Ora   | Gara          | Gara  | Gara          |
| --------- | ----- | ------------- | ----- | ------------- |
| 11-7-2013 | 16:00 | Francia       | 21-9  | Moldavia      |
| 11-7-2013 | 17:30 | Gran Bretagna | 18-6  | Svizzera      |
| 11-7-2013 | 19:00 | Slovacchia    | 21-4  | Danimarca     |
| 12-7-2013 | 9:00  | Danimarca     | 15-12 | Moldavia      |
| 12-7-2013 | 10:30 | Slovacchia    | 26-7  | Svizzera      |
| 12-7-2013 | 12:00 | Francia       | 8-8   | Gran Bretagna |
| 12-7-2013 | 16:00 | Svizzera      | 6-14  | Danimarca     |
| 12-7-2013 | 17:30 | Gran Bretagna | 18-7  | Moldavia      |
| 12-7-2013 | 19:00 | Slovacchia    | 9-10  | Francia       |
| 13-7-2013 | 16:00 | Francia       | 24-6  | Danimarca     |
| 13-7-2013 | 17:30 | Moldavia      | 14-11 | Svizzera      |
| 13-7-2013 | 19:00 | Slovacchia    | 9-5   | Gran Bretagna |
| 14-7-2013 | 8:30  | Francia       | 18-4  | Svizzera      |
| 14-7-2013 | 10:00 | Danimarca     | 5-15  | Gran Bretagna |
| 14-7-2013 | 11:30 | Slovacchia    | 20-6  | Moldavia      |

#### Gruppo F
| Pos. | Squadra    | Pt | G | V | N | P | GF | GS | DR  |
| ---- | ---------- | -- | - | - | - | - | -- | -- | --- |
| 1.   | Russia     | 28 | 5 | 4 | 1 | 0 | 59 | 20 | +39 |
| 2.   | Slovenia   | 25 | 5 | 4 | 1 | 0 | 55 | 25 | +30 |
| 3.   | Portogallo | 15 | 5 | 2 | 0 | 3 | 41 | 45 | -4  |
| 4.   | Polonia    | 12 | 5 | 3 | 0 | 2 | 43 | 35 | +8  |
| 5.   | Rep. Ceca  | 3  | 5 | 1 | 0 | 4 | 35 | 58 | -23 |
| 6.   | Bulgaria   | 0  | 5 | 0 | 0 | 5 | 0  | 50 | -50 |

| Data      | Ora   | Gara       | Gara      | Gara       |
| --------- | ----- | ---------- | --------- | ---------- |
| 11-7-2013 |       | Bulgaria   | 0-10 rit. | Rep. Ceca  |
| 11-7-2013 | 18:30 | Russia     | 16-4      | Portogallo |
| 11-7-2013 | 20:00 | Polonia    | 6-11      | Slovenia   |
| 12-7-2013 |       | Bulgaria   | 0-10 rit. | Portogallo |
| 12-7-2013 | 18:30 | Russia     | 6-6       | Slovenia   |
| 12-7-2013 | 20:00 | Polonia    | 12-5      | Rep. Ceca  |
| 13-7-2013 | 9:30  | Russia     | 17-5      | Rep. Ceca  |
| 13-7-2013 | 11:00 | Portogallo | 7-10      | Slovenia   |
| 13-7-2013 |       | Polonia    | 10-0 rit. | Bulgaria   |
| 13-7-2013 | 17:00 | Rep. Ceca  | 6-18      | Slovenia   |
| 13-7-2013 |       | Bulgaria   | 0-10 rit. | Russia     |
| 13-7-2013 | 20:00 | Polonia    | 10-9      | Portogallo |
| 14-7-2013 |       | Bulgaria   | 0-10 rit. | Slovenia   |
| 14-7-2013 | 10:30 | Rep. Ceca  | 9-11      | Portogallo |
| 14-7-2013 | 12:00 | Polonia    | 5-10      | Russia     |

### Terzo turno
Il terzo turno si gioca dal 7 al 10 novembre 2013.

#### Gruppo G
| Pos. | Squadra     | Pt | G | V | N | P | GF | GS | DR  |
| ---- | ----------- | -- | - | - | - | - | -- | -- | --- |
| 1.   | Georgia     | 40 | 5 | 4 | 0 | 1 | 85 | 46 | +39 |
| 2.   | Slovacchia  | 38 | 5 | 5 | 0 | 0 | 80 | 36 | +44 |
| 3.   | Malta       | 25 | 5 | 3 | 0 | 2 | 40 | 42 | -2  |
| 4.   | Portogallo  | 21 | 5 | 2 | 0 | 3 | 37 | 55 | -18 |
| 5.   | Bielorussia | 12 | 5 | 1 | 0 | 4 | 39 | 60 | -21 |
| 6.   | Svizzera    | 3  | 5 | 0 | 0 | 5 | 31 | 73 | -42 |

| Data       | Ora   | Gara        | Gara  | Gara        |
| ---------- | ----- | ----------- | ----- | ----------- |
| 7-11-2013  | 17:00 | Georgia     | 24-7  | Svizzera    |
| 7-11-2013  | 18:30 | Malta       | 9-3   | Bielorussia |
| 7-11-2013  | 20:00 | Portogallo  | 2-16  | Slovacchia  |
| 8-11-2013  | 9:30  | Svizzera    | 5-14  | Slovacchia  |
| 8-11-2013  | 11:00 | Malta       | 4-11  | Georgia     |
| 8-11-2013  | 12:30 | Portogallo  | 11-7  | Bielorussia |
| 8-11-2013  | 17:00 | Slovacchia  | 18-9  | Malta       |
| 8-11-2013  | 18:30 | Bielorussia | 9-17  | Georgia     |
| 8-11-2013  | 20:00 | Svizzera    | 7-9   | Portogallo  |
| 9-11-2013  | 17:00 | Svizzera    | 8-16  | Bielorussia |
| 9-11-2013  | 18:30 | Georgia     | 16-17 | Slovacchia  |
| 9-11-2013  | 20:00 | Malta       | 8-6   | Portogallo  |
| 10-11-2013 | 9:30  | Svizzera    | 4-10  | Malta       |
| 10-11-2013 | 11:00 | Slovacchia  | 15-4  | Bielorussia |
| 10-11-2013 | 12:00 | Portogallo  | 9-17  | Georgia     |

#### Gruppo H
| Pos. | Squadra   | Pt | G | V | N | P | GF | GS | DR  |
| ---- | --------- | -- | - | - | - | - | -- | -- | --- |
| 1.   | Francia   | 40 | 4 | 4 | 0 | 0 | 80 | 21 | +59 |
| 2.   | Ucraina   | 28 | 4 | 3 | 0 | 1 | 39 | 45 | -6  |
| 3.   | Polonia   | 21 | 4 | 2 | 0 | 2 | 33 | 36 | -3  |
| 4.   | Danimarca | 12 | 4 | 1 | 0 | 3 | 36 | 51 | -15 |
| 5.   | Rep. Ceca | 6  | 4 | 0 | 0 | 4 | 27 | 62 | -35 |

| Data       | Ora   | Gara      | Gara  | Gara      |
| ---------- | ----- | --------- | ----- | --------- |
| 7-11-2013  | 18:30 | Rep. Ceca | 10-13 | Ucraina   |
| 7-11-2013  | 20:30 | Francia   | 21-5  | Danimarca |
| 8-11-2013  | 18:30 | Danimarca | 9-10  | Ucraina   |
| 8-11-2013  | 20:30 | Francia   | 14-4  | Polonia   |
| 9-11-2013  | 9:15  | Rep. Ceca | 8-13  | Danimarca |
| 8-11-2013  | 10:45 | Polonia   | 5-7   | Ucraina   |
| 9-11-2013  | 18:30 | Rep. Ceca | 6-12  | Polonia   |
| 9-11-2013  | 20:30 | Francia   | 21-9  | Ucraina   |
| 10-11-2013 | 8:30  | Danimarca | 9-12  | Polonia   |
| 10-11-2013 | 10:30 | Francia   | 24-3  | Rep. Ceca |

#### Gruppo I
| Pos. | Squadra       | Pt | G | V | N | P | GF | GS | DR  |
| ---- | ------------- | -- | - | - | - | - | -- | -- | --- |
| 1.   | Russia        | 37 | 3 | 3 | 0 | 0 | 74 | 19 | +55 |
| 2.   | Gran Bretagna | 26 | 3 | 2 | 0 | 1 | 56 | 25 | +31 |
| 3.   | Israele       | 16 | 3 | 1 | 0 | 2 | 39 | 41 | -2  |
| 4.   | Moldavia      | 7  | 3 | 0 | 0 | 3 | 15 | 99 | -84 |

| Data      | Ora   | Gara          | Gara  | Gara     |
| --------- | ----- | ------------- | ----- | -------- |
| 7-11-2013 | 18:00 | Israele       | 10-22 | Russia   |
| 7-11-2013 | 19:30 | Gran Bretagna | 38-5  | Moldavia |
| 8-11-2013 | 18:00 | Russia        | 39-3  | Moldavia |
| 8-11-2013 | 19:30 | Gran Bretagna | 12-7  | Israele  |
| 9-11-2013 | 18:00 | Israele       | 22-7  | Moldavia |
| 8-11-2013 | 19:30 | Gran Bretagna | 6-13  | Russia   |

- La Slovenia si è ritirata prima del terzo turno.

## Play-off
Le squadre si sono affrontate in gare di andata e ritorno. Erano già qualificate a questo turno le formazioni classificate dal settimo al dodicesimo posto dell'Europeo 2012.
| Squadra 1   | Totale  | Squadra 2   | Andata | Ritorno |
| ----------- | ------- | ----------- | ------ | ------- |
| Ucraina     | 11 – 42 | Spagna      | 5 – 17 | 6 – 25  |
| Francia     | 40 – 14 | Malta       | 20 – 8 | 20 – 6  |
| Georgia     | 17 – 16 | Turchia     | 8 – 4  | 9 – 12  |
| Slovacchia  | 14 – 30 | Croazia     | 8 – 16 | 6 – 14  |
| Romania     | 36 – 15 | Regno Unito | 18 – 7 | 18 – 8  |
| Paesi Bassi | 19 – 23 | Russia      | 9 – 11 | 10 – 12 |